# San Joaquin
|  | Per a altres significats, vegeu «Castell de San Joaquín». |

San Joaquin és una ciutat del Comtat de Fresno (Califòrnia). Segons el cens del 2000 tenia 3.270 habitants.

## Demografia
Segons el cens del 2000, San Joaquin tenia 3.270 habitants, 702 habitatges, i 636 famílies. La densitat de població era de 1.275,3 habitants/km².
Dels 702 habitatges en un 67,9% hi vivien nens de menys de 18 anys, en un 70,9% hi vivien parelles casades, en un 12,5% dones solteres, i en un 9,3% no eren unitats familiars. En el 6,7% dels habitatges hi vivien persones soles el 4,1% de les quals corresponia a persones de 65 anys o més que vivien soles. El nombre mitjà de persones vivint en cada habitatge era de 4,66 i el nombre mitjà de persones que vivien en cada família era de 4,79.
Per edats la població es repartia de la següent manera: un 41,2% tenia menys de 18 anys, un 14,2% entre 18 i 24, un 27,9% entre 25 i 44, un 12,7% de 45 a 60 i un 4% 65 anys o més.
L'edat mitjana era de 22 anys. Per cada 100 dones de 18 o més anys hi havia 114,3 homes.
La renda mitjana per habitatge era de 24.934 $ i la renda mediana per família de 25.441 $. Els homes tenien una renda mitjana de 20.382 $ mentre que les dones 16.023 $. La renda per capita de la població era de 6.607 $. Entorn del 33,9% de les famílies i el 34,6% de la població estaven per davall del llindar de pobresa.

## Poblacions properes
El següent diagrama mostra les poblacions més properes.